# Lénina (Ciudad de Krasnodar)
Lénina (del ruso: Ленина) es un jútor del ókrug urbano de Krasnodar del krai de Krasnodar, en el sur de Rusia. Está situado en las tierras bajas de Kubán-Azov, en la orilla norte del embalse de Krasnodar del río Kubán, 18 km al este del centro de Krasnodar. En el 2010, contaba con una población de 7395 habitantes.
Pertenece al municipio Páshkovski del distrito Karasunski del ókrug.

## Historia
El jútor se divide en tres partes: zona antigua, nueva y el campo. En esta última se hallan varias casas de campo. La zona antigua fue construida hasta la década de 1990. En estas áreas viven los residentes tradicionales de la población. En la de 2000, se construyó la zona nueva, con una promoción del Ministerio de Defensa de la Federación Rusia para edificios de viviendas de 4 pisos para residencia de militares. Además se construyeron varias residencias y villas elitistas.